# Tigo cash
 (mars 2014).
Si vous disposez d'ouvrages ou d'articles de référence ou si vous connaissez des sites web de qualité traitant du thème abordé ici, merci de compléter l'article en donnant les références utiles à sa vérifiabilité et en les liant à la section « Notes et références ».
Tigo Cash est un service de monnaie électronique lancé par l'opérateur téléphonique Tigo, propriété du groupe Millicom, dans plusieurs pays d'Afrique (Tchad, République démocratique du Congo, Ghana).
Au Tchad, le service existe depuis fin novembre 2012, en partenariat avec la banque Orabank, et sous la régulation de la BEAC. Son slogan est « Gourouss dja! » (l'argent est arrivé).  
Fin mars 2014, Tigo Cash a déjà constitué une base de plus de 300 000 clients actifs, servis par 5 000 agents.

## Services
Le menu Tigo Cash est accessible en composant *800# pour les clients. Tout client peut utiliser ce service à condition de s'enregistrer avec une pièce d'identité valide et de fournir les informations de base à la connaissance client.
Tigo Cash permet d'effectuer les opérations suivantes :
- Envoi d'argent
- Dépôt d'argent sur son compte auprès d'un agent
- Achat crédit d'appel pour son numéro ou un autre numéro Tigo
- Retrait d'argent auprès d'un agent
- Gestion de son compte (vérification du solde, des 3 dernières transactions, changement de son code PIN)

En cas de code PIN oublié ou de problème, les clients peuvent appeler le service d'assistance au 4040.

## Réseau de distribution
Le dépôt et le retrait d'argent se font auprès d'un réseau d'agents partenaires identifiables grâce à leur signalétique verte.
Au 1er mars 2014, Tigo Cash s'appuie sur un réseau de 5 000 agents répartis sur tout le territoire tchadien, qui se répartisse en deux groupes:
- Les promoteurs chargés de l'enregistrement des clients. Des agents mobiles, qui arpentent les rues.
- Les agents fixes chargés de faire les dépôts et les retraits pour les clients. Souvent des boutiques.

Les agents sont commissionnés lorsqu'ils servent les clients.